# Jukola und Venla 2013
Im Rahmen der Jämsä-Jukola fanden am 15. und 16. Juni 2014 die 65. Jukola und die 36. Venla statt. Austragungsort war der Ort Myllymäki in der Nähe von Jämsä.
Die Nuorten Jukola fand am 23. August 2013 in Anjalankoski statt.

## Zeitplan
Das Wettkampfzentrum hatte von Freitag, dem 14. Juni um 10:00 Uhr bis Samstag, den 16. Juni um 16:00 Uhr geöffnet.
- 14. Juni, 13:00 Uhr: Eröffnungsfeier und Flaggenhissen
- 14. Juni, 14:00 Uhr: Start der Venla-Staffel (Massenstart)
- 14. Juni, 17:00 Uhr: Erwartete Siegerzeit Venla-Staffel
- 14. Juni, 18:45 Uhr: Neustart Venla-Staffel (für ausgeschiedene Staffeln)
- 14. Juni, 19:30 Uhr: Jukola-Feier und Siegerehrung Venla-Staffel
- 14. Juni, 21:50 Uhr: Zielschluss Venla-Staffel
- 14. Juni, 23:00 Uhr: Start der Jukola-Staffel (Massenstart)
- 14. Juni, 23:31 Uhr: Sonnenuntergang
- 15. Juni, 03:31 Uhr: Sonnenaufgang
- 15. Juni, 06:30 Uhr: Erwartete Siegerzeit Jukola-Staffel, die Siegerstaffel verliest die Nachricht der Jukola-Staffel
- 15. Juni, 09:00 Uhr (7. Glied) und 9:20 Uhr (2.–6. Glied): Neustart Jukola-Staffel (für ausgeschiedene Staffeln)
- 15. Juni, 09:30 Uhr: Siegerehrung Jukola-Staffel und Übergabe der Jukola-Flagge
- 15. Juni, 15:00 Uhr: Zielschluss Jukola-Staffel

## Organisation und Wettkampfgebiet
Ausrichtender Verein war der Klub Jämsän Retki-Veikot.

## Jukola
- Startzeit: 23:00 Uhr (Ortszeit)
- Sonnenunter-/aufgang: 23:31 Uhr/3:31 Uhr
- Startende Mannschaften: 1632
- Mannschaften im Ziel: 1383 (neuer Rekord)

| #      | Länge        | Steigung | Erwartete Zeit | Licht                |
| ------ | ------------ | -------- | -------------- | -------------------- |
| 1      | 12,2–12,4 km | 285 Hm   | 69 min         | Dämmerung/Dunkelheit |
| 2      | 12,7–12,9 km | 285 Hm   | 71 min         | Dunkelheit           |
| 3      | 14,2–14,4 km | 350 Hm   | 79 min         | Dunkelheit           |
| 4      | 7,6–7,8 km   | 135 Hm   | 44 min         | Dämmerung/Tageslicht |
| 5      | 7,5–7,7 km   | 135 Hm   | 41 min         | Tageslicht           |
| 6      | 11,5–11,6 km | 245 Hm   | 64 min         | Tageslicht           |
| 7      | 15,0–15,1 km | 365 Hm   | 82 min         | Tageslicht           |
|        |              |          |                |                      |
| Gesamt | 81,3 km      | 1800 Hm  | 7 h 30 min     |                      |

### Endergebnis
| Platz | Verein              | Athleten | Zeit      |
| ----- | ------------------- | --- | --------- |
| 1     | Kalevan Rasti       | Jere Pajunen Simo-Pekka Fincke Philippe Adamski Hannu Airila Jan Procházka Fabian Hertner Thierry Gueorgiou         | 7:27:58 h |
| 2     | Kristiansand OK     | Jostein Andersen Eirik Martens Svensen Baptiste Rollier Holger Hott Martin Hubmann Hans Gunnar Omdal Daniel Hubmann | 7:30:22 h |
| 3     | Hiidenkiertäjät     | Perttu Sorsa Lauri Sild Leonid Nowikow Mikko Patana Olle Kärner Timo Sild Walentin Nowikow                          | 7:33:41 h |
| 4     | Halden SK           | Jonas Nordström Erik Axelsson Emil Wingstedt Mattias Karlsson Mats Haldin Marcus Millegård Magne Dæhli              | 7:34:10 h |
| 5     | IL Tyrving          | Torbjørn Sagberg Anders Tiltnes Bjørn Ekeberg Torgeir Nørbech Wojciech Dwojak Christoph Brandt Wojciech Kowalski    | 7:35:37 h |
| 6     | Göteborg Majorna OK | Andreas Høye Johan Strand Ola Martner Andreas J. Johansson Philipp Sauter Erik Johansson Johan Runesson             | 7:36:32 h |

### Ergebnisse nach Teilstrecken
| Strecke | Platz | Name, Verein                                   | Zeit      |
| ------- | ----- | ---------------------------------------------- | --------- |
| 1       | 1.    | Andreas Kyburz, Tullinge SK                    | 1:09:50 h |
| 1       | 2.    | Milos Nykodym, Kristiansand OK 2               | 1:10:00 h |
| 1       | 3.    | Antti Anttonen, Vaajakosken Terä               | 1:10:02 h |
|         |       |                                                |           |
| 2       | 1.    | Sigur Heggedal, Kongsberg OL                   | 1:09:43 h |
| 2       | 2.    | Lauri Sild, Hiidenkiertäjät                    | 1:10:05 h |
| 2       | 3.    | Anders Tiltnes, IL Tyrving                     | 1:10:25 h |
|         |       |                                                |           |
| 3       | 1.    | Karl Walheim, Ärla IF                          | 1:20:13 h |
| 3       | 2.    | Emil Svensk, Stora Tuna OK                     | 1:20:26 h |
| 3       | 3.    | Baptiste Rollier, Kristiansand OK              | 1:20:29 h |
|         |       |                                                |           |
| 4       | 1.    | Mikko Patana, Hiidenkiertäjät                  | 38:58 min |
| 4       | 2.    | Mattias Karlsson, Halden SK                    | 39:04 min |
| 4       | 3.    | Tuomas Tervo, Rajamäen Rykmentti               | 39:27 min |
|         |       |                                                |           |
| 5       | 1.    | Tue Lassen, Vaajakosken Terä                   | 36:36 min |
| 5       | 2.    | Mats Haldin, Halden SK                         | 37:30 min |
| 5       | 3.    | Bartosz Pawlak, Södertälje Nykvarn Orientering | 37:32 min |
|         |       |                                                |           |
| 6       | 1.    | Peter Öberg, OK Hällen                         | 1:00:13 h |
| 6       | 2.    | Fabian Hertner, Kalevan Rasti                  | 1:01:11 h |
| 6       | 3.    | Robert Merl, Lillomarka OL                     | 1:01:21 h |
|         |       |                                                |           |
| 7       | 1.    | Matthias Merz, OK Tisaren                      | 1:18:52 h |
| 7       | 2.    | Kalvis Mihailovs, IK Hakarpspojkarna           | 1:21:16 h |
| 7       | 3.    | Kiril Nikolow, Kalevan Rasti 2                 | 1:21:22 h |

| Strecke | Platz | Verein, Name                                      | Zeit      |
| ------- | ----- | ------------------------------------------------- | --------- |
| 1       | 1.    | Tullinge SK, Andreas Kyburz                       | 1:09:50 h |
| 1       | 2.    | Kristiansand OK 2, Milos Nykodym                  | 1:10:00 h |
| 1       | 3.    | Vaajakosken Terä, Antti Anttonen                  | 1:10:02 h |
|         |       |                                                   |           |
| 2       | 1.    | Kalevan Rasti, Simo-Pekka Fincke                  | 2:22:37 h |
| 2       | 2.    | Kristiansand OK 2, Christian Wiig Bøen            | 2:22:43 h |
| 2       | 3.    | OK Linné, Jan Troeng                              | 2:23:48 h |
|         |       |                                                   |           |
| 3       | 1.    | Kalevan Rasti, Philippe Adamski                   | 3:45:19 h |
| 3       | 2.    | Ok Linné, Albin Ridefelt                          | 3:46:22 h |
| 3       | 3.    | MS Parma, Štěpán Kodeda                           | 3:46:32 h |
|         |       |                                                   |           |
| 4       | 1.    | Kalevan Rasti, Hannu Airila                       | 4:26:28 h |
| 4       | 2.    | OK Linné, Rasmus Andersson                        | 4:26:37 h |
| 4       | 3.    | Ärla IF, Oscar Vångell                            | 4:28:16 h |
|         |       |                                                   |           |
| 5       | 1.    | Kalevan Rasti, Jan Procházka                      | 5:04:52 h |
| 5       | 2.    | Vaajakosken Terä, Tue Lassen                      | 5:05:55 h |
| 5       | 3.    | Södertälje Nykvarn Orienterig, Bartosz Pawlak     | 5:05:56 h |
|         |       |                                                   |           |
| 6       | 1.    | Kalevan Rasti, Fabian Hertner                     | 6:06:04 h |
| 6       | 2.    | Södertälje Nykvarn Orientering, Jonas Leandersson | 6:07:51 h |
| 6       | 3.    | Vaajakosken Terä, Jani Lakanen                    | 6:08:15 h |
|         |       |                                                   |           |
| 7       | 1.    | Kalevan Rasti, Thierry Gueorgiou                  | 7:27:58 h |
| 7       | 2.    | Kristiansand OK, Daniel Hubmann                   | 7:30:21 h |
| 7       | 3.    | Hiidenkiertäjät, Walentin Nowikow                 | 7:33:40 h |

## Venla
- Startzeit: 14:00 Uhr (Ortszeit)
- Startende Staffeln:
- Staffeln im Ziel:

| #      | Länge         | Steigung | Erwartete Zeit |
| ------ | ------------- | -------- | -------------- |
| 1      | 8,0 km–8,1 km | 180 Hm   | 53 min         |
| 2      | 6,0 km–6,1 km | 65 Hm    | 33 min         |
| 3      | 6,0 km–6,1 km | 65 Hm    | 33 min         |
| 4      | 8,5 km–8,6 km | 190 Hm   | 55 min         |
|        |               |          |                |
| Gesamt | 28,7 km       | 500 Hm   | 2 h 54 min     |

### Endergebnis
| Platz | Verein        | Athletinnen                                                                | Zeit      |
| ----- | ------------- | -------------------------------------------------------------------------- | --------- |
| 1     | OK Pan Århus  | Ida Bobach Miri Thrane Ødum Maja Alm Emma Klingenberg                      | 2:56:25 h |
| 2     | Halden SK     | Vendula Haldin Eva Jurenikova Anne Margrethe Hausken Nordberg Mari Fasting | 2:56:56 h |
| 3     | OK Linné      | Catherine Taylor Inga Kazlauskaite Lina Bäckström Annika Billstam          | 2:58:04 h |
| 4     | Stora Tuna OK | Julia Gross Johanna Erlandsson Martina Karlsson Tove Alexandersson         | 2:58:42 h |
| 5     | Leksands OK   | Rahel Friedrich Elin Tysk Sabine Hauswirth Helena Jansson                  | 2:59:29 h |
| 6     | Kalevan Rasti | Mari Väänänen Aija Skrastina Amélie Chataing Sara Lüscher                  | 2:59:31 h |

### Ergebnisse nach Teilstrecken
| Strecke | Platz | Name, Verein                               | Zeit      |
| ------- | ----- | ------------------------------------------ | --------- |
| 1       | 1.    | Minna Kauppi, Asikkalan Raikas             | 52:08 min |
| 1       | 2.    | Karoliina Sundberg, Lynx                   | 53:53 min |
| 1       | 3.    | Julia Gross, Stora Tuna OK                 | 53:59 min |
|         |       |                                            |           |
| 2       | 1.    | Dana Brožková, Domnarvets GoIF             | 34:51 min |
| 2       | 2.    | Oleg Glebowa, Northern Wind                | 34:57 min |
| 2       | 3.    | Eva Jurenikova, Halden SK                  | 35:02 min |
|         |       |                                            |           |
| 3       | 1.    | Anne Margrethe Hausken Nordberg, Halden SK | 32:07 min |
| 3       | 2.    | Judith Wyder, Göteborg Majorna OK          | 32:14 min |
| 3       | 3.    | Maja Alm, OK Pan Århus                     | 32:56 min |
|         |       |                                            |           |
| 4       | 1.    | Tove Alexandersson, Stora Tuna OK          | 49:21 min |
| 4       | 2.    | Simone Niggli, OK Tisaren                  | 49:27 min |
| 4       | 3.    | Annika Billstam, OK Linné                  | 51:17 min |

| Strecke | Platz | Verein, Name                               | Zeit      |
| ------- | ----- | ------------------------------------------ | --------- |
| 1       | 1.    | Asikkalan Raikas, Minna Kauppi             | 52:08 min |
| 1       | 2.    | Lynx, Karoliina Sundberg                   | 53:53 min |
| 1       | 3.    | Stora Tuna OK, Julia Gross                 | 53:59 min |
|         |       |                                            |           |
| 2       | 1.    | Northern Wind, Oleg Glebowa                | 1:30:37 h |
| 2       | 2.    | Domnarvets GoIF, Dana Brožková             | 1:30:37 h |
| 2       | 3.    | Halden SK, Eva Jurenikova                  | 1:30:42 h |
|         |       |                                            |           |
| 3       | 1.    | Halden SK, Anne Margrethe Hausken Nordberg | 2:02:50 h |
| 3       | 2.    | OK Pan Århus, Maja Alm                     | 2:03:48 h |
| 3       | 3.    | Domnarvets GoIF, Emma Johansson            | 2:04:26 h |
|         |       |                                            |           |
| 4       | 1.    | OK Pan Århus, Emma Klingenberg             | 2:56:25 h |
| 4       | 2.    | Halden SK, Mari Fasting                    | 2:56:56 h |
| 4       | 3.    | OK Linné, Annika Billstam                  | 2:58:04 h |